# Hoplolabis sororcula
Hoplolabis sororcula là một loài ruồi trong họ Limoniidae. Chúng phân bố ở miền Cổ bắc.